# Сомовское сельское поселение (Орловская область)
Сомовское се́льское поселе́ние — муниципальное образование в Шаблыкинском районе Орловской области Российской Федерации.
Административный центр — село Сомово.

## История
Статус и границы сельского поселения установлены Законом Орловской области от 12 августа 2004 года № 419-ОЗ «О статусе, границах и административных центрах муниципальных образований на территории Шаблыкинского района Орловской области».

## Население
| 2010 | 2012  | 2013  | 2014  | 2015 | 2016 | 2017 |
| ---- | ----- | ----- | ----- | ---- | ---- | ---- |
| 1111 | ↘1066 | ↘1031 | ↘1005 | ↘975 | ↘958 | ↘947 |
| 2018 | 2019  | 2020  | 2021  | 2023 |      |      |
| ↗961 | ↘956  | ↘934  | ↘607  | ↘578 |      |      |

## Состав сельского поселения
| № | Населённый пункт | Тип населённого пункта       | Население |
| - | ---------------- | ---------------------------- | --------- |
| 1 | Глыбочка         | село                         | 55        |
| 2 | Лидино           | деревня                      | 0         |
| 3 | Рядовичи         | деревня                      | ↘223      |
| 4 | Рязанка          | деревня                      | 8         |
| 5 | Слободка         | деревня                      | 24        |
| 6 | Сомово           | село, административный центр | ↗801      |